# Nacionalidade estadunidense

Bandeira dos Estados Unidos.

Grande Selo dos Estados Unidos.

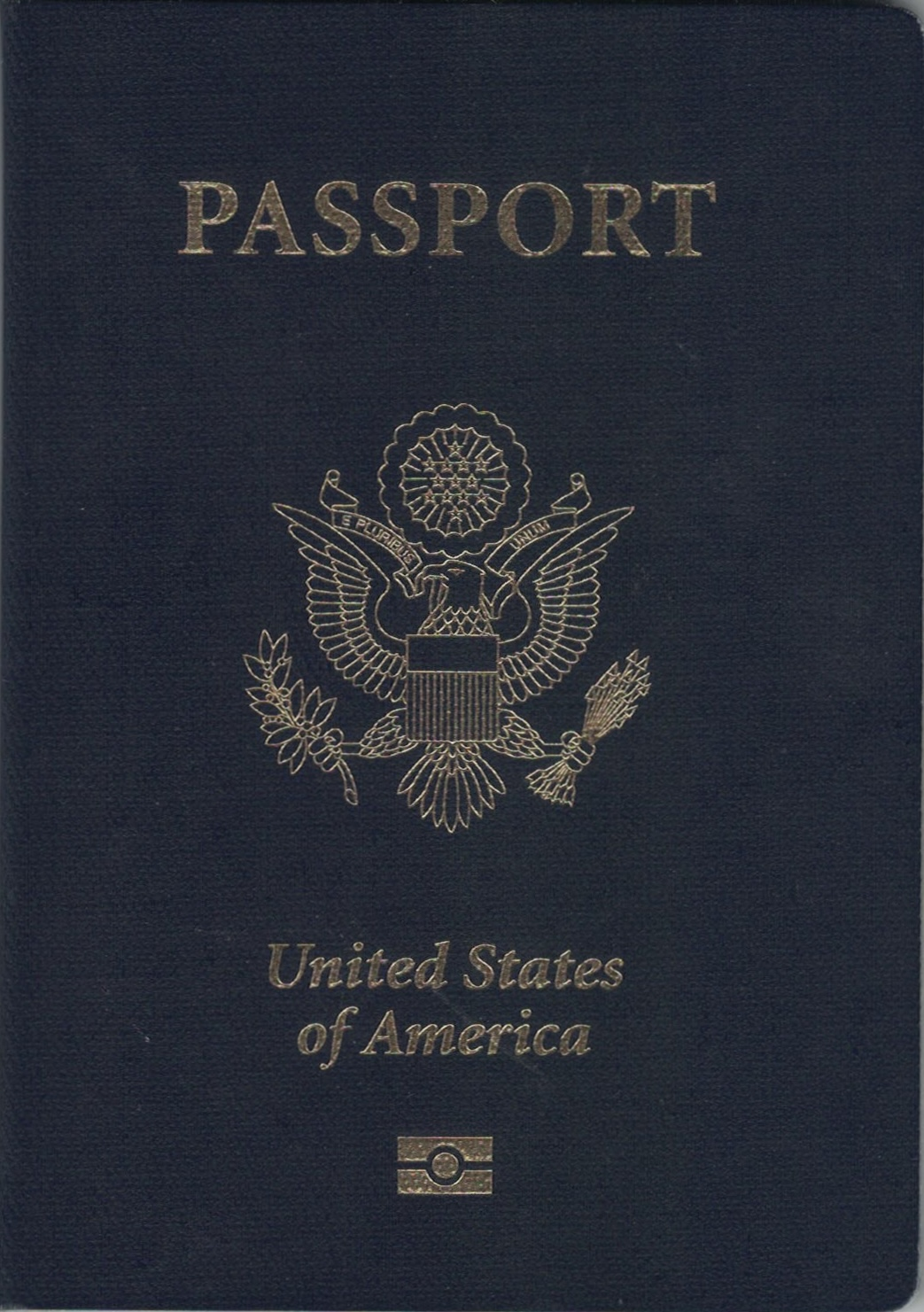
A cidadania estadunidense confere o direito a receber um passaporte estadunidense.

A nacionalidade ou cidadania estadunidense é o estado de uma pessoa física como membro legal dos Estados Unidos. Implica direitos, privilégios, imunidades e benefícios econômicos, incluída a assistência federal. De acordo com a cláusula de cidadania da Décima Quarta Emenda à Constituição dos Estados Unidos, uma pessoa é cidadã estadunidense automaticamente ao nascer nos Estados Unidos, ao nascer em outro país sendo filha de pais estadunidenses ou havendo nascido em outro país através de um processo de nacionalização; um dos exemplos históricos mais famosos foi a nacionalização estadunidense do físico Albert Einstein em 1940.

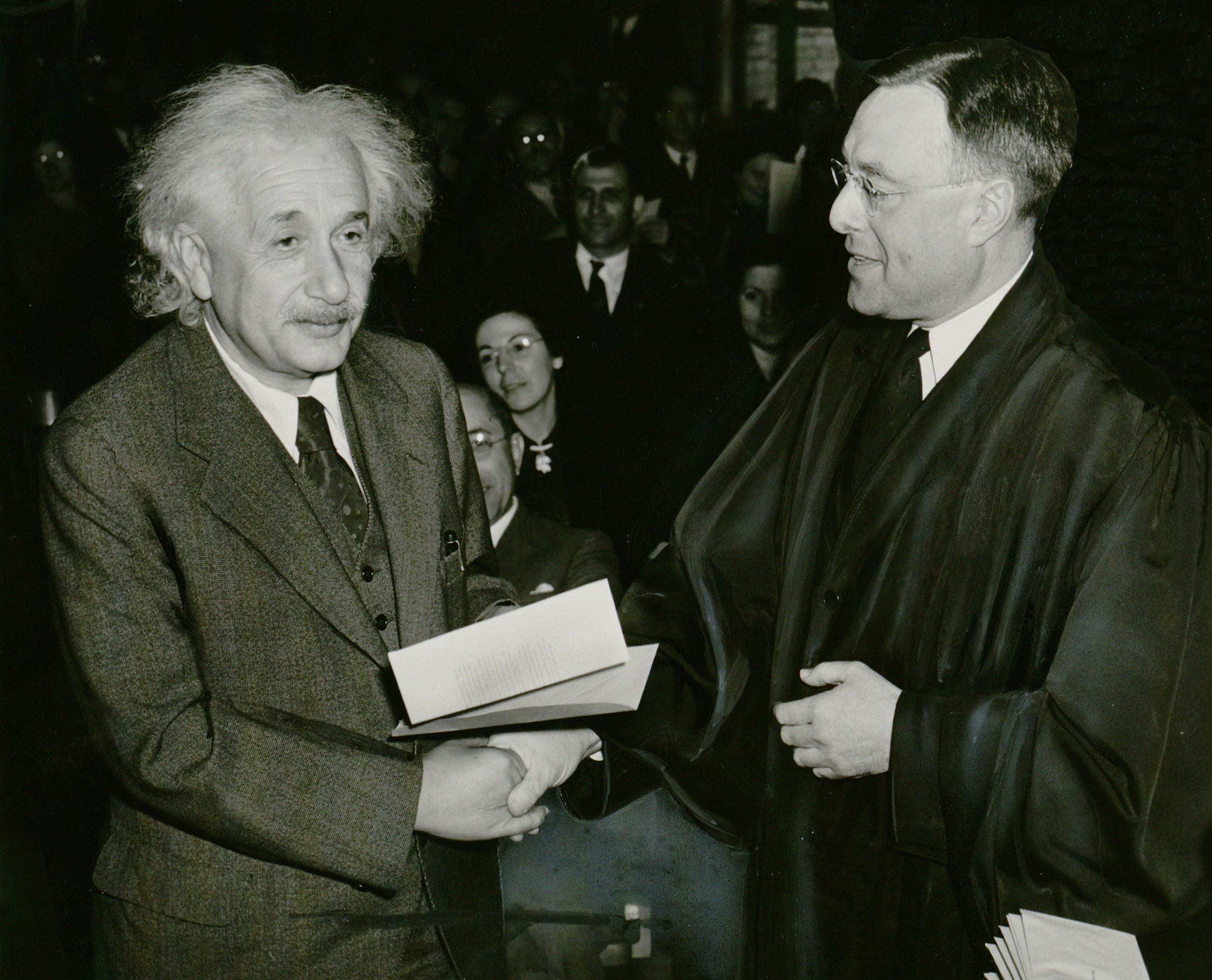
Albert Einstein recebendo seu certificado de cidadania estadunidense em 1940.

A nacionalidade estadunidense não se define pela obrigação de participar na política, pagar impostos, obedecer as leis, servir no exército, nem votar nas eleições, embora os cidadãos possam participar da política ou alistar-se no exército se assim o desejarem, sendo muito mais a nacionalidade um vínculo jurídico que identifica uma pessoa com um conjunto de direitos, incluído o direito de viver e trabalhar nos Estados Unidos, assim como receber os serviços do governo.
A agência governamental encarregada de tramitar as solicitações de nacionalização estadunidense de estrangeiros é o Serviço de Cidadania e Imigração dos Estados Unidos (U.S. Citizenship and Immigration Services, USCIS). A maioria das pessoas que se submetem a um processo de nacionalização o fazem para obter a permissão de viver e trabalhar legalmente no país. Para solicitar a nacionalidade estadunidense, um estrangeiro deve ter residido legalmente nos Estados Unidos por cinco anos (três se está casado com um cidadão estadunidense), não deve ter cometido delitos, deve ser uma pessoa de "boa moral" no juízo dos oficiais de imigração, deve apresentar um exame de língua inglesa e de conhecimentos em educação cívica e aceitar sua adesão à Constituição dos Estados Unidos. A legislação estadunidense admite a cidadania múltipla, permitindo aos cidadãos dos Estados Unidos ter a nacionalidade de outro país ao mesmo tempo. O governo pode decretar a perda da nacionalidade estadunidense de uma pessoa ou qualquer cidadão pode renunciar à nacionalidade estadunidense. Sendo retirada a cidadania estadunidense de uma pessoa, é possível restaurá-la.

## Cidadania honorária
Oito pessoas receberam a cidadania honorária estadunidense, outorgada pelo Presidente dos Estados Unidos ou por um Ato Legislativo do Congresso dos Estados Unidos:
- Winston Churchill
- Raoul Wallenberg
- William Penn
- Hannah Callowhill Penn
- Madre Teresa de Calcutá
- Gilbert du Motier, Marquês de La Fayette
- Kazimierz Pułaski
- Bernardo de Gálvez